# Joaquín Martín de Olías
Joaquín Martín de Olías (Madrid, 1842-Madrid, 1900) fue un historiador, político y periodista español, diputado a Cortes durante la Primera República Española y la Restauración. 

## Biografía

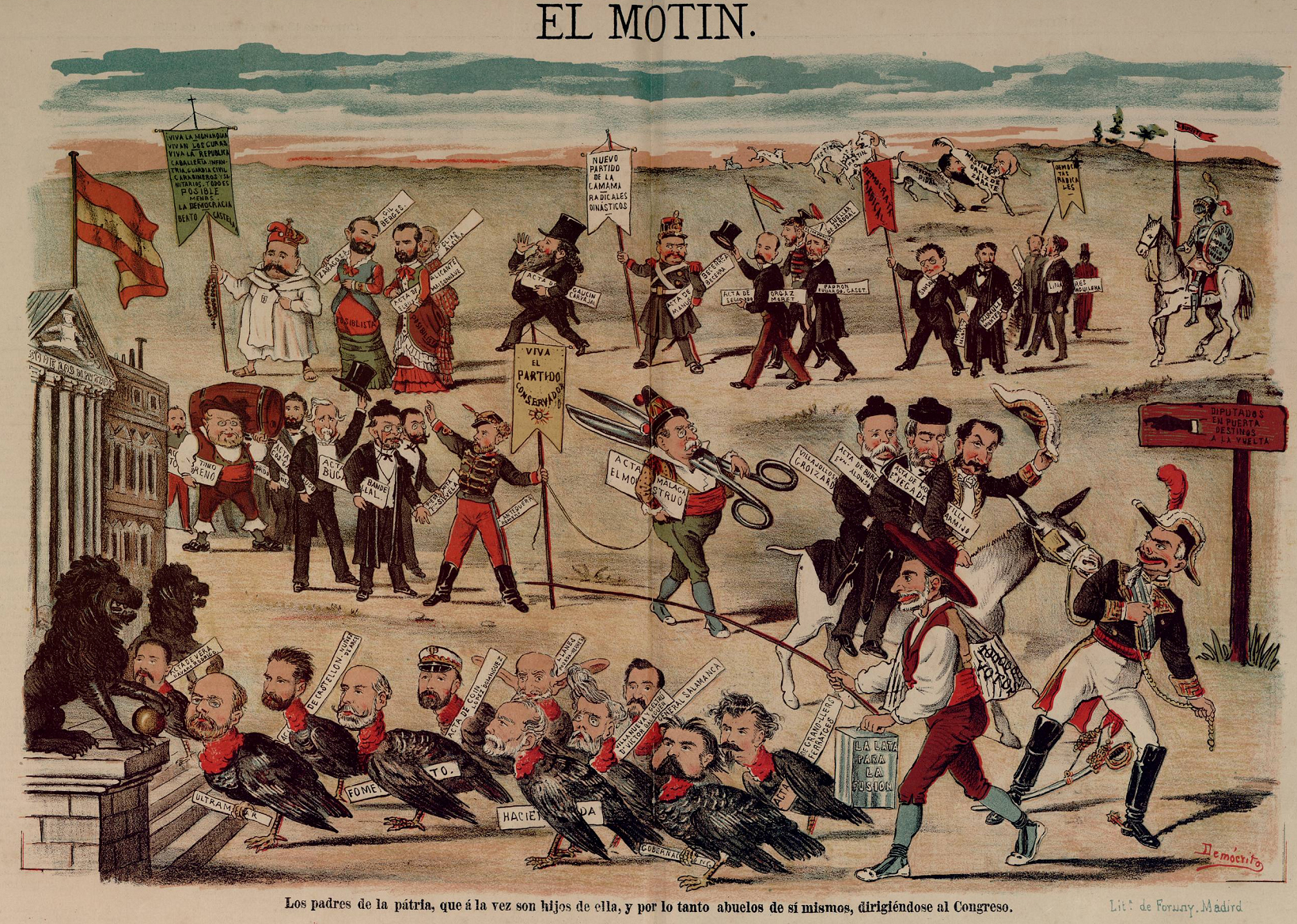
Caricatura en El Motín, obra de Eduardo Sojo «Demócrito», de las Cortes de 1881, Martín de Olías aparece al fondo a la izquierda, en el grupo de los republicanos posibilistas, junto a Castelar, Gil Berges y Maisonnave.

Nacido en Madrid en 1842 y de ideología republicana, siguió la línea posibilista de Emilio Castelar. Durante el Gobierno Provisional del Sexenio Democrático, en 1870, fue uno de los firmantes de la Declaración de la prensa republicana en contra del republicanismo pactista de Pi y Margall.
En la etapa de la Primera República, fue descrito por el federalista Enrique Vera y González como un hombre «dotado de pobres facultades oratorias, y no muy firme en el conocimiento de los principios federales». Obtuvo escaño de diputado a Cortes en las elecciones de 1873 por el distrito de Madrid y en las de 1881 por el distrito valenciano de Alcira.
Redactor de los periódicos La Tribuna y El Orden, así como director de La Justicia Social (1869-1870) y El Globo; fue autor de varias obras de carácter político, histórico y religioso, como los dos volúmenes de Historia del movimiento obrero en Europa y América durante el siglo XIX (1874) y Políticos contemporáneos: (estudios biográficos) (1877); entre otras. Falleció en su ciudad natal el 25 de junio de 1900.